# Gramática liminar
La gramática liminar es un modelo de gramática creado por el lingüista español Ángel López García con el propósito de aglutinar el límite al que supuestamente tienden las diferentes teorías lingüísticas, límite basado en el establecimiento estrictamente axiomático de la relación entre el lenguaje objeto y el metalenguaje, por medio de un procedimiento matemático-metodológico.
Una gramática liminar no se ocupa del lenguaje natural, sino de las relaciones que dicho lenguaje contrae con la conciencia metalingüística de los usuarios. 
Como los estados de conciencia relativos al lenguaje natural se objetivan mediante diferentes formulaciones metalingüísticas, resulta a la postre que la gramática liminar no describe o explica un determinado fenómeno lingüístico, sino el hecho de que convivan diversas descripciones y explicaciones respecto del mismo, en la confianza de que si llega a dar cuenta de este hecho está contribuyendo a la vez a explicar el fenómeno como tal. 
La gramática liminar no se identifica con ninguna orientación, pues necesita programáticamente asumirlas todas al mismo tiempo: todas las hipótesis responden a estados de conciencia que los seres humanos pueden adoptar ante los hechos del lenguaje y, por lo tanto, a fenómenos tan necesitados de explicación como las propias secuencias de habla de que pretenden ocuparse. Los diversos estados de conciencia relativos a un fenómeno lingüístico son perfectamente aceptables para el gramático, siempre que no obedezcan a variaciones individuales, es decir, siempre que tengan dimensión colectiva.
Junto con su gestaltismo y su consideración simultánea del lenguaje y de la conciencia metalingüística, es la topología general es concepto matemático clave como susceptible de predecir y explicar los distintos estados de conciencia metalingüística que resultan aplicables a un mismo fenómenos del lenguaje. Un espacio topológico es un conjunto de elementos 'cerrados' en el que algunos de ellos, 'abiertos', conforman una serie de subconjuntos susceptibles de limitar a los antecesores. El espacio topológico explica el rasgo fundamental del lenguaje de los hombres en el sentido de la gramática liminar, es decir, el hecho de que los fenómenos verbales son descritos por otros fenómenos verbales, explícitos o implícitos (estados de conciencia), y además que cada hecho verbal admite varias descripciones no coincidentes, pero igualmente válidas.

## Fuente bibliográfica
- López García, Ángel, "La gramática liminar", en J. de Dios Luque Durán / A. Pamies Bertrán (eds.) (1997): Panorama de la lingüística actual. Granada: Método Ediciones, págs. 49-66.